# Championship Soccer Stadium
O Championship Soccer Stadium é um estádio de futebol com capacidade para 5.500 pessoas localizado no Orange County Great Park, em Irvine, Califórnia.
Atualmente o estádio é a casa dos times Orange County SC, da USL Championship, e California United Strikers FC, da NISA.

## Local
O Orange County Great Park tem tradição em receber eventos esportivos do Condado de Orange. No local, há diversas estruturas esportivas.Além do Championship Soccer Stadium, o local também conta com o Great Park Ice & FivePoint Arena, ringue de patinação do Anaheim Ducks, da National Hockey League, e ainda conta com mais 24 campos de futebol, 4 quadras de basquete, duas quadras de vôlei de praia, dois estádios de baseball e 25 campos de tênis.